# ان‌جی‌سی ۵۴
ان‌جی‌سی ۵۴ (به انگلیسی: NGC 54) یک کهکشان مارپیچی با قدر ظاهری ۱۴ است که در صورت فلکی نهنگ قرار دارد.